# Haemaphysalis shimoga
Haemaphysalis shimoga är en fästingart som beskrevs av Harold Trapido och Harry Hoogstraal 1964. Haemaphysalis shimoga ingår i släktet Haemaphysalis och familjen hårda fästingar. Inga underarter finns listade i Catalogue of Life.